# Дуг мору
Дуг мору je српскa телевизијска серија која се емитује од 6. октобра 2019. године на телевизији Суперстар.

## Радња
Серија има елементе комбинације трилера, драме и митских елемената и представља топлу људску причу о родитељству и бескрајној љубави оца према кћерци и сестре према брату, као и причу о жртвама које су они спремни да поднесу.
На самом улазу у Боку Которску налази се Фортица, тврђава која је некада била царина или карантин, кад су древни бродови упловљавали у залив. У Фортици се најчешће царинила со.
Њен географски положај био је значајан деведесетих година 20. века, а зли језици кажу да се главни јунак приче, Периша, тако и обогатио.
Периша има угоститељски објекат, ћерку Олгу коју сам одгаја и која одбија да се врати на студије у Београд и жену Светлану која је нестала под мистериозним околностима.
Периша има и дуг Милутину, локалцу познатом као Звер.
У истом приморском месту са њима живи и са њиховом причом се преплиће читав низ ликова и породичних и мрачних тајни, привиђења, словенских богова и легенди.
Легенда каже да море сваке године узима свој дуг - седам људи, седам жртава ономе што је почетак и крај свега, извор живота и опстанка.

## Улоге

### Главне улоге
| Глумац                | Улога            |
| --------------------- | ---------------- |
| Драган Мићановић      | Периша           |
| Нада Шаргин           | Маришка          |
| Ана Лечић             | Олга             |
| Вуле Марковић         | Рњо              |
| Сергеј Трифуновић     | Ђорђе            |
| Бојана Маљевић        | Светлана         |
| Бранимир Поповић      | Поп              |
| Павле Поповић         | Зејо             |
| Леон Лучев            | Милутин          |
| Весна Тривалић        | Анђа             |
| Миодраг Крстовић      | Ћале             |
| Миливоје Обрадовић    | Ренко            |
| Мина Совтић           | Јулија           |
| Бојан Димитријевић    | Вук              |
| Александар Радуловић  | Бота             |
| Стела Ћетковић        | Баба             |
| Кристина Стевовић     | Валентина        |
| Милица Михајловић     | Весна            |
| Срђан Граховац        | капетан Зарија   |
| Себастијан Каваца     | професор         |
| Мирсад Тука           | Микан            |
| Маја Чампар           | Рњова мајка      |
| Душан Ковачевић       | Момо             |
| Ана Маљевић           | Јелена           |
| Јелена Граовац        | научница Јасмина |
| Оливера Вуковић       | Велика           |
| Мирко Влаховић        | пуковник         |
| Петар Божовић         | стари капетан    |
| Ивана Шћепановић      | цимерка          |
| Дубравка Дракић       | Јована           |
| Александар Раденковић | Оскар Хартман    |
| Миралем Зубчевић      | Дино Мари        |
| Јелисавета Саблић     | Стара Стрига     |
| Стефан Капичић        | Високи           |

### Споредне улоге
| Глумац                      | Улога                                           |
| --------------------------- | ----------------------------------------------- |
| Јасмина Вечански            | Роса                                            |
| Лара Драговић               | млада Анђа                                      |
| Маша Божовић                | млада Маришка                                   |
| Филип Мајер                 | млади Периша                                    |
| Нађа Стојовић               | млада Светлана                                  |
| Мило Перовић                | млади Милутин                                   |
| Милош Кашћелан              | млади Зарија                                    |
| Уна Лучић                   | млада кума Весна                                |
| Матија Мемедовић            | Богдан                                          |
| Марко Јањић                 | Саша                                            |
| Сара Славић                 | мала Јасмина                                    |
| Сара Черевички              | Мала Вида                                       |
| Лука Ђукановић              | мали Бота                                       |
| Јакша Мрачевић              | дечак                                           |
| Јелена Ступљанин            | Ђорђева жена                                    |
| Тамара Налбандиан           | Ева                                             |
| Joван Мијовић               | Јоваш Шћепановић                                |
| Маша Ђорђевић               | Маја                                            |
| Ана Драговић/Мира Јањетовић | амбициозна                                      |
| Анита Огњановић             | Палома                                          |
| Аљоша Ђидић                 | Филозоф                                         |
| Стефан Бероња               | Штребер                                         |
| Аница Петровић              | Весела                                          |
| Дијана Маројевић            | стражарка                                       |
| Дејан Карлечик              | стражар                                         |
| Бранка Станић               | Љубинка                                         |
| Горан Славић                | архитекта                                       |
| Вања Јовићевић              | Наташа                                          |
| Игор Филиповић              | психијатар                                      |
| Вања Ејдус                  | затвореница                                     |
| Јелена Ћурувија             | психијатар                                      |
| Срна Ланго                  | манаџерка                                       |
| Павле Пекић                 | адвокат                                         |
| Светлана Стефановић         | службеница                                      |
| Драган Николић              | ронилац 1                                       |
| Лука Шкорић                 | ронилац 2                                       |
| Ирена Милошевић             | девојчица                                       |
| Гојко Тројановић            | дечак Балша                                     |
| Ивана Букилица              | беба Лара                                       |
| Бојан Павићевић             | припадник ДБ 1/инспектор у Београдској полицији |
| Слободан Јовановић          | припадник ДБ 2                                  |
| Зоран Цвијановић            | декан Филозофског факултета                     |
| Јован Јелисавчић            | Андрија                                         |
| Сандра Бокан                | неговатељица                                    |
| Дражен Шивак                | Франко Мари                                     |
| Илија Маршићевић            | млади Дино                                      |
| Никола Радуловић            | млади Крсто                                     |
| Никола Скерлић              | млади стари капетан                             |
| Андрија Луцић               | мали Вукша Шћепановић                           |
| Гојко Тројановић            | Балша                                           |
| Јелена Ћурувија             | психотерапеут                                   |
| Огњен Предић                | студент                                         |
| Тања Пешић                  | докторка                                        |
| Лара Живановић              | мала Олга                                       |
| Иван Миловић                | мали Рњо                                        |
| Богдан Петровић             | мали Зејо                                       |
| Ксенија Рађеновић           | девојчица                                       |
| Омар Бајрамспахић           | Ћунто                                           |
| Никола Перишић              | Синима                                          |
| Симо Требјешанин            | Влајко                                          |
| Бранка Станић               | Љубица                                          |
| Момо Пичурић                | Лекар                                           |
| Давор Драгојевић            | социјални радник                                |
| Тома Трифуновић             | стари Ђорђе                                     |
| Данило Бабовић              | Иван                                            |
| Mилорад Капор               | Потештат                                        |
| Милан Тодоровић             | инспектор Коњевић                               |
| Никола Вујовић              | доктор                                          |
| Милан Коњевић               | проф. Тодоровић Токи                            |
| Милутин Петровић            | кустос                                          |
| Драгана Јовановић           | инспекторка Мајић                               |
| Михаило Милидраговић        | млади археолог                                  |
| Ангел Лав Граховац          | кувар                                           |
| Давуд Баховић               | млади полицајац                                 |

## Епизоде
| Сезона | Сезона | Епизоде | Епизоде | Оригинално емитовање | Оригинално емитовање | Оригинално емитовање |
| Сезона | Сезона | Епизоде | Епизоде | Премијера            | Финале               | Мрежа                |
| ------ | ------ | ------- | ------- | -------------------- | -------------------- | -------------------- |
|        | 1.     | 11      | 11      | 6. октобар 2019.     | 15. децембар 2019.   | Суперстар ТВ РТС 1   |
|        | 2.     | 13      | 13      | 3. септембар 2021.   | 26. новембар 2021.   | Суперстар ТВ Б92     |
|        | 3.     | 10      | 10      | 13. март 2023.       | 24. март 2023.       | Суперстар ТВ Б92     |
|        | 4.     | 12      | 12      | 4. мај 2024.         | 9. јун 2024.         | Суперстар ТВ Б92     |